# Плотніков Михайло Самуїлович
Плотніков Михайло Самуїлович (рос. Михаил Самуилович Плотников; нар. 12 липня 1965, Волгоград, РРФСР, СРСР) — український та російський шоумен, радіо- і телеведучий.

## Життєпис
Народився 12 липня 1965 року в Волгограді в родині інженера-будівельника Самуїла Львовича Плотникова і викладачки російської мови і літератури Рахілі Мойсеївни Хает. Старший брат Лев, 1955 року народження, з 1989 року живе в Ізраїлі.
Закінчив 1982 року Волгоградську школу № 81 та вступив до Волгоградського державного університету на філологічний факультет, який закінчив 1989 року.
1983 року після першого курсу потрапив під перший заклик студентів в армію. 1985-го демобілізувався і поновив навчання в університеті.
Будучи студентом 4-го курсу, почав викладати російську мову і літературу в гімназії.

### Особисте життя
Розлучений. У нього є двоє дітей: дочка Олеся 1991 року народження і син Даниїл 1998 року народження.
2010 року народився онук Тимофій.

## Кар'єра

### У Росії
1993 року припинив педагогічну практику та зайнявся радіо, вів на першій волгоградській радіостанції «Нова Хвиля» два проекти: «ХанУма» і «Кто больше».
У ці роки був співорганізатором КВК у Волгограді.
З 1996 року по 1999 рік працював генеральним директором «Русского Радио — Волгоград».
У січні 2000 року переїхав до Москви.
7 лютого 2000 вперше вийшов в ефір на радіо Срібний дощ з щовечірньою програмою «Вечеря з провінціалом».
З 2004 по 2005 рік веде ранкове шоу «Перша зміна» на радіостанції Європа Плюс.
У 2005 році після річної перерви Плотніков повертається на радіостанцію Срібний дощ.
У 2008 році стає переможцем шоу «Самый умный» на телеканалі СТС.
З 18 липня 2010 року веде власне кулінарне шоу «Барышня и кулинар» з Ганною Семенович (до 2015) та Ольгою Кокорекина. Шоу виходить в ефір по неділях на телеканалі «ТВ Центр».
З листопада 2016 на радіо «Восток ФМ» з'являється програма «Вкусные заметки с Михаилом Плотниковым».

### В Україні
У листопаді 2009 року в Києві заснував рекламне агентство «Оскар Ярд Медіа».
У 2012 році на українському телеканалі ICTV виходить програма «ЄВРОФУД».
З 2013 року — основний експерт популярного ток-шоу «Страсті за Ревізором» на Новому каналі.
У 2015 році заснував «Неутреннее ШОУ» на «Русском радио Україна».

## Гральний бізнес
З 2003 по 2009 рік Михайло Плотніков паралельно з роботою на радіо керує рекламою і піаром популярного казино-клубу «Європа».
В ігровому бізнесі Михайло працює досі. Після Москви — в Києві, а потім і в Казахстані.